# Zdravá Voda
Zdravá Voda je malá vesnice, část obce Žarošice v okrese Hodonín. Nachází se 3 km na sever od Žarošic. Je zde evidováno 45 adres. Trvale zde žije 19 obyvatel.
Zdravá Voda leží v katastrálním území Žarošice o výměře 14,77 km2.

## Obyvatelstvo

### Struktura
Vývoj počtu obyvatel za celou obec i za jeho jednotlivé části uvádí tabulka níže, ve které se zobrazuje i příslušnost jednotlivých částí k obci či následné odtržení.
| Místní části   | Místní části     | 1869 | 1880 | 1890 | 1900 | 1910 | 1921 | 1930 | 1950 | 1961 | 1970 | 1980 | 1991 | 2001 | 2011 |
| -------------- | ---------------- | ---- | ---- | ---- | ---- | ---- | ---- | ---- | ---- | ---- | ---- | ---- | ---- | ---- | ---- |
| Počet obyvatel | část Zdravá Voda | 141  | 161  | 171  | 171  | 174  | 170  | 156  | 164  | 139  | 108  | 43   | 27   | 19   | 42   |
| Počet domů     | část Zdravá Voda | 32   | 33   | 35   | 34   | 34   | 34   | 40   | 41   | -    | 34   | 20   | 35   | 36   | 17   |